# Gérard Depardieu
Gérard Xavier Marcel Depardieu  kiejtés (Châteauroux, 1948. december 27. –) Golden Globe- és kétszeres César-díjas francia színész, filmrendező és producer.
Egyike a legfoglalkoztatottabb francia színészeknek, beleértve az angol nyelvterületet is.

## Életrajza
Apja, René Depardieu karosszérialakatos volt, anyja, Lilette háztartásbeli. A fiatal Gérard – öt testvérével együtt – szerény anyagi körülmények között nevelkedett. Nehezen kezelhető serdülő volt: 13 évesen kimaradt az iskolából, ideje nagy részét csavargással töltötte. Rettentő nagy fizikai erejét verekedésre, lopásra és más nemtelen cselekedetekre használta – sokszor akadt dolga a rendőrséggel. Önéletrajzában azt írja ezekről az időkről, hogy homoszexuális férfiaknak prostituálta magát és hullákat ásott ki, hogy az így megszerzett ékszerekkel jusson pénzhez. Színészi pályájának kezdete sok tekintetben tipikus. Véletlenül fedezte fel a színházat: egy szociális munkás ajánlotta neki a színjátszást, hogy megmentse a teljes elzülléstől. Az ifjú azonnal átadta magát ennek az új passziónak. Jean-Laurent Cochet színitanodájában folytatott tanulmányokat. Itt találkozott későbbi feleségével, Élisabeth Depardieu színésznővel is, akivel 1971. február 19-én kötött házasságot. Magánélete sem alakult felhőtlenül. Feleségétől húszévi házasság után, 1992-ben különköltözött, majd 1996-ban elvált. Két gyerekük született: Guillaume (1971–2008) és Julie, mindketten színészi pályára léptek. Depardieu-nek 1992-ben házasságon kívül született Karine Sylla modell-színésznőtől egy kislánya, Roxane.
Tagja volt Romain Bouteille 1969-ben alapított társulatának, a Café de la Gare-nak; ide tartozott többek között Coluche, Patrick Dewaere és Miou-Miou is. A többiekhez hasonlóan ő is gyors népszerűségre tett szert, a kabaréból egyenes út vezetett a filmezéshez.
1970-ben Michel Audiard egy kisebb szerepet bízott rá a Le cri du cormoran le soir au-dessus des jonques című filmben. Az igazi áttörést 1974-ben Bertrand Blier rendező filmje, a Herék, avagy a tojástánc hozta meg számára, amelyben a nagyközönség Miou-Miou és Patrick Dewaere oldalán fedezhette fel. 1975-ben sikerült megszabadulnia a huligán-csirkefogó szerepkörtől, miután sikert aratott Jacques Rouffio Sept morts sur ordonnance című filmjében. Ezt követően nagy olasz rendezőkkel dolgozott: Bernardo Bertolucci (Huszadik század), illetve Marco Ferreri (Szia, majom!). Depardieu mindenkit lenyűgözött azzal, hogy rendkívüli könnyedséggel váltott az egymástól olyannyira különböző világoktól, mint amilyenek Marguerite Duras A kamion (1977), vagy Claude Zidi Fürkész felügyelő (1980) című filmjeiben találhatók.
Miközben hű marad Bertrand Blier rendezőhöz (Estélyi ruha, Túl szép hozzád)), Gérard Depardieu – vigyázva arra, nehogy beskatulyázzák – más francia művészfilm-rendezőkkel is szélesítette repertoárját:
- Maurice Pialat négy filmet forgatott vele, közülük a legjelentősebbek a Zsaruszerelem és a A Sátán árnyékában, mely utóbbiért 1985-ben megkapta a legjobb színésznek járó Volpi Kupát a Velencei Nemzetközi Filmfesztiválon;
- Alain Resnais, kísérletező rendező kísérleti nyúlnak használja az Amerikai nagybácsim című filmben;
- François Truffaut ez idő tájt a szenvedélyes szerelmes szerepét osztotta rá: a Szomszéd szeretők és Az utolsó metró filmjeiben, amely utóbbi hatalmas kasszasikert hozott, Depardieu pedig 1981-ben elnyerte vele a legjobb színésznek járó César-díjat;
- Francis Veber ugyanekkor francia buddy movie típusú komédiákban szerepelteti, tandemben Pierre Richard-ral: Balfácán (1981), Balekok (1983) és Négybalkezes (1986).

Miután hírneve nőttön-nőtt, Hollywood is szerepeket ajánlott neki, például 1990-ben Peter Weir Zöld kártya című filmjében Andie MacDowell-, vagy 2000-ben a 102 kiskutya c. filmben, Glenn Close oldalán.
Gérard Depardieu-t egy sor kosztümös filmekben is láthatjuk, melyekben történelmi, vagy a francia irodalomból ismert személyeket alakít:
- Daniel Vigne Martin Guerre visszatér (1982) című filmjének főszerepe kétségkívül ízlésére való volt;
- Jean de Florette szerepe Claude Berri A paradicsom… című filmjében, melyben együtt játszott feleségével, Élisabeth-tel;
- Rodin szerepe Bruno Nuytten Camille Claudel című filmjében;
- Jean-Paul Rappeneau Cyrano de Bergerac (1990) című filmjének főszerepe, melyért ismételten César-díjat kapott, a film pedig – meghódítva mind a kritikusokat, mind a nagyközönséget – Arany Pálmát nyert Cannes-ban, majd Oscar-díjra jelölték;
- Kolumbusz Kristóf Ridley Scott 1492 – A Paradicsom meghódítása című filmjében;
- Porthos a Vasálarcos című filmben (1998).
- Marin Marais szerepe, melyet fiával, Guillaume-mal az oldalán játszott Alain Corneau Minden áldott reggel című filmjében, 1991-ben.
- Eugène-François Vidocq Pitof Vidocq című 2001-es fantázia-kalandfilmjében.

1993-ban, Jean-Luc Godard ajándékozta meg a Balszerencsémre című filmmel. Sikerét olyan nagyszerű alkotásokkal növelte, mint Claude Zidi-től az Asterix és Obelix, Francis Vebertől az Addig jár a korsó a kútra… vagy a Pofa be!. Mivel a nagyjátékfilmek egyre kevesebb kihívást jelentettek számára, tévéfilmekben kezdett játszani. 2004-ben a kritika nagyra értékelte a megfáradt zsaruként nyújtott alakítását a 36 – Harminchat című filmben. A francia filmjátszás oszlopos tagja, olyan rendkívüli színésznők mellé hívják játszani, mint Isabelle Adjani (Bon voyage 2003-ban), vagy Catherine Deneuve (Változó idők 2004-ben).
1999-ben, az Asterix és Obelix forgatása közben elszenvedett motorbaleset miatt kórházba került. Komoly vitát kavart, amikor a baleset után fülvédővel lépett színpadra.
1992-ben a Cannes-i Nemzetközi Filmfesztivál zsűrijének elnöke volt.
Kiváló borszakértő, ő maga is termel a Loire-menti szőlészetében. Fogyasztani is szereti a bort: többször kapták ittas vezetésen, 1990-ben 2 hónap felfüggesztett börtönbüntetésre ítélték. Két étterem tulajdonosa Párizsban.
Egy alkalommal, mikor értesítették róla, hogy Medgyessy Péter – aki akkor Magyarország miniszterelnöke volt – éppen egyik éttermének vendége, mindent félrerakva sietett oda, hogy személyesen üdvözölje Medgyessyt.
Gérard Depardieu erősen vallásosnak mondja magát, különösen csodálja Hippói Szent Ágostont. 2000-ben, a művészek jubileuma során találkozott II. János Pál pápával, amikor éppen a hippoi püspök emlékét idézték fel. Paul Poupard bíboros javasolta, készítsen filmet e szent életéről.
Az egykori Chanel-modellből színésznővé avanzsált Carole Bouquet-vel folytatott hét évnyi románc után, 2004-től Clémentine Igou-val, egy Harvardon végzett fiatal amerikai regényírónővel él együtt, aki egyben egy toszkánai szőlészet marketingfelelőse.
A francia Le Figaro napilap éves besorolása szerint 2005-ben Gérard Depardieu volt a legjobban fizetett színész: összesen 3,2 millió euró, azaz filmenként mintegy 800 000 euró bevételt könyvelhetett el. 2004-ben, nagyjából hasonló bevétel (3,35 millió) mellett, ugyanezen rangsorban harmadik volt.
Fia, Guillaume 2008. október 13-án meghalt, a hivatalos jelentés szerint hirtelen fellépő, vírusos tüdőgyulladás következtében.
Állandó magyar szinkronja Helyey László volt.

## Állampolgárság
Depardieu 2012-ben élesen bírálta François Hollande elnök adópolitikáját, amelynek része volt egy végül be nem vezetett 75 százalékos személyijövedelemadó-sáv az egymillió euró feletti jövedelmekre. Depardieu szerint Hollande adókoncepciója bünteti a sikert, az alkotást és a tehetséget, és kijelentette, inkább feladja francia állampolgárságát és külföldre költözik, mint hogy a szerinte igazságtalanul magas adót megfizesse. Új lakhelyéül először Belgium jött szóba, de azután Putyin elnök közbenjárására 2013. január 3-án orosz állampolgárságot kapott. Oroszországban egysávos, 13 százalékos jövedelemadó van. A döntést követően Depardieu nagyszerű demokráciának nevezte Oroszországot, és kijelentette, hogy szereti az országot, annak népét, történelmét, íróit, kultúráját és intelligenciáját. Orosz neve Жерар Реневич Депардьё (Zserar Renevics Gyepargyjo). 2022 áprilisában Déperdieu, aki addig Putyin támogatójának számított, élesen elítélte az Ukrajna elleni agressziót, és elfordult Putyintól, kijelentve, hogy "Az orosz nép nem felelős az olyan vezetőinek az elfogadhatatlan őrült eltévelyedéseiért, mint amilyen Vlagyimir Putyin."
2015 júliusában, több más hírességgel együtt felkerült az ukrán kulturális minisztérium által készített, nemkívánatos személyek nevét tartalmazó feketelistára. 2016 augusztusában róla elnevezett kulturális és moziközpontot avatott fel az oroszországi Mordvinföld fővárosában, Szaranszkban. Depardieu lakosként és vállalkozóként is hivatalosan be van jegyezve a városba.

## Filmográfia

### Színészként
| Év   | Magyar cím                                           | Eredeti cím                                         | Szerep                                            | Magyar hang          | Megjegyzés       |
| ---- | ---------------------------------------------------- | --------------------------------------------------- | ------------------------------------------------- | -------------------- | ---------------- |
| 1967 | –––                                                  | Le Beatnik et le Minet                              | a beatnik                                         |                      | kisjátékfilm     |
| 1970 | –––                                                  | Tango                                               | Edek                                              |                      | tévéfilm         |
| 1970 | –––                                                  | Le cyborg ou le voyage vertical                     | Gabriel                                           |                      | tévéfilm         |
| 1970 | –––                                                  | La pomme de son oeil                                | Hamid                                             |                      | tévéfilm         |
| 1970 | –––                                                  | Les aventures de Zadig                              | Zadig                                             |                      | tévéfilm         |
| 1970 | –––                                                  | Rendez-vous á Badenberg                             | Eddy Belmont                                      |                      | tévésorozat      |
| 1971 | –––                                                  | Nausicaa                                            | a könyvtolvaj                                     |                      | tévéfilm         |
| 1971 | Esténként a kormoránok rikoltoznak a dzsunkák fölött | Le cri du cormoran le soir au-dessus des jonques,   | Henri                                             | Helyey László        |                  |
| 1971 | Egy kis napsütés a hideg vízben                      | Un peu de soleil dans I'eau froide.                 | Pierre                                            | N/A                  |                  |
| 1971 | –––                                                  | La vie sentimentale de Georges Le Tueur.            | 33 y-o Father                                     |                      | kisjátékfilm     |
| 1972 | Saint Tropezba költöztünk                            | Le viager.                                          | Victor, Jo bűntársa                               | Márton András        |                  |
| 1972 | Saint Tropezba költöztünk                            | Le viager.                                          | Victor, Jo bűntársa                               | N/A                  |                  |
| 1972 | Gyilkosság sorozatban                                | Le tueur                                            | Frédo Babasch                                     | N/A                  |                  |
| 1972 | –––                                                  | Nathalie Granger.                                   | eladó                                             | N/A                  |                  |
| 1972 | A bajhozó                                            | La sccoumoune                                       | egy segédkező / betörő                            | N/A                  |                  |
| 1973 | –––                                                  | Au rendez-vons de la mort joyeuse.                  | Beretti                                           |                      |                  |
| 1973 | –––                                                  | L'An 01                                             | utas, ki nem száll vonatra                        |                      |                  |
| 1973 | A Dominici-ügy                                       | L'affaire Dominici                                  | Zeze Perrin                                       | Koltai Róbert        |                  |
| 1973 | Maigret felügyelő nyomoz (Mon ami Maigret c. epizód) | Les enquêtes du commissaire Maigret                 | De Greef                                          | N/A                  | tévésorozat      |
| 1973 | –––                                                  | Un monsieur bien rangé.                             | Jean-Joseph Jenk                                  |                      | minisorozat      |
| 1973 | Két férfi a városban                                 | Deux hommes dans Ia ville                           | fiatal fickó                                      | Benkő Péter          |                  |
| 1973 | Két férfi a városban                                 | Deux hommes dans Ia ville                           | fiatal fickó                                      | Galambos Péter       |                  |
| 1973 | Két férfi a városban                                 | Deux hommes dans Ia ville                           | fiatal fickó                                      | Bozsó Péter          |                  |
| 1973 | A királyné nehéz napja                               | Rude joumée pour la reine                           | Fabien                                            | Dózsa Zoltán         |                  |
| 1973 | –––                                                  | L'inconnu.                                          | Gérard                                            |                      | tévéfilm         |
| 1974 | Párizsi alvilág                                      | Les gaspards                                        | a postás                                          | Szabó Sipos Barnabás |                  |
| 1974 | Herék, avagy a tojástánc                             | Les valseuses                                       | Jean-Claude                                       | Selmeczi Roland      |                  |
| 1974 | –––                                                  | La Femme du Gange                                   | a tengerparti férfi                               |                      |                  |
| 1974 | Stavisky                                             | Stavisky...                                         | a fiatal feltaláló                                | Szabó Sipos Barnabás |                  |
| 1974 | Vincent, Francois, Paul és a többiek                 | Vincent, François, Paul... et les autres            | Jean Lavallée                                     | Schnell Ádám         |                  |
| 1974 | –––                                                  | La chevauchée sur le lac de Constance               | Heinrich George                                   |                      | tévéfilm         |
| 1975 | Nem is olyan rossz ember                             | Pas si méchant que ca                               | Pierre Vaucher                                    | Balkay Géza          |                  |
| 1975 | –––                                                  | Sept morts sur ordonnnance                          | Dr. Jean-Pierre Berg                              |                      |                  |
| 1976 | –––                                                  | Maítresse.                                          | Olivier                                           |                      |                  |
| 1976 | Szeretlek, én se téged                               | Je t'aime moi non plus                              | a paraszt lóháton                                 |                      |                  |
| 1976 | Az utolsó asszony                                    | La derniére femme                                   | Gérard                                            | Széles László        |                  |
| 1976 | Huszadik század                                      | Novecento                                           | Olmo Dalcò                                        | Széles László        |                  |
| 1976 | –––                                                  | Barocco                                             | Samson / Samson gyilkosa                          |                      |                  |
| 1977 | –––                                                  | René la Canne                                       | René Bornier                                      |                      |                  |
| 1977 | –––                                                  | Le camion                                           | a férfi                                           |                      |                  |
| 1977 | –––                                                  | Baxter, Vera Baxter                                 | Michel Cayre                                      |                      |                  |
| 1977 | –––                                                  | Violanta                                            | Fortunat                                          |                      |                  |
| 1977 | –––                                                  | Dites-lui que je l'aime                             | David Martinaud                                   |                      |                  |
| 1977 | –––                                                  | Die linkshandige Frau                               | férfi pólóban                                     |                      |                  |
| 1977 | –––                                                  | La nuit tous les chats sont gris.                   | Philippe Larcher                                  |                      |                  |
| 1978 | Elő a zsebkendőkkel!                                 | Préparez vos mouchoirs                              | Raoul                                             | Kerekes József       |                  |
| 1978 | Szia, majom!                                         | Ciao maschio                                        | Gérard Lafayette                                  | Nagy Ervin           |                  |
| 1978 | A cukor                                              | Le sucre                                            | Raoul-Renaud Homecourt                            | Helyey László        |                  |
| 1979 | Forgalmi dugó                                        | L'ingorgo                                           | Franco                                            | N/A                  |                  |
| 1979 | A kutyák                                             | Les chiens                                          | Morel                                             | F. Nagy Zoltán       |                  |
| 1979 | Hidegtál                                             | Buffet froid                                        | Alphonse Tram                                     | Malcsiner Péter      |                  |
| 1980 | Hunkán Rosy                                          | Temporale Rosy                                      | Raoul Lamarre, Spaccaporte                        | N/A                  |                  |
| 1980 | Amerikai nagybácsim                                  | Mon oncle d'Amérique                                | René Ragueneau                                    | Helyey László        |                  |
| 1980 | Amerikai nagybácsim                                  | Mon oncle d'Amérique                                | René Ragueneau                                    | Széles László        |                  |
| 1980 | Amerikai nagybácsim                                  | Mon oncle d'Amérique                                | René Ragueneau                                    | Selmeczi Roland      |                  |
| 1980 | A vagány                                             | Loulou                                              | Loulou                                            | Vass Gábor           |                  |
| 1980 | Az utolsó metró                                      | Le dernier métro                                    | Bernard Granger                                   | Szilágyi Tibor       |                  |
| 1980 | Gyanútlan gyakornok                                  | Inspecteur la Bavure                                | Roger Morzini                                     | N/A                  |                  |
| 1980 | Gyanútlan gyakornok                                  | Inspecteur la Bavure                                | Roger Morzini                                     | Széles László        |                  |
| 1980 | Szeretlek benneteket                                 | Je vous aime                                        | Patrick                                           | Stohl András         |                  |
| 1981 | A fegyverek választása                               | Le choix des armes                                  | Mickey                                            | N/A                  |                  |
| 1981 | Szomszéd szeretők                                    | La femme d'à côté                                   | Bernard                                           | Balkay Géza          |                  |
| 1981 | Balfácán                                             | La chèvre                                           | Campana                                           | Hegedűs D. Géza      |                  |
| 1982 | Martin Guerre visszatér                              | Le retour de Martin Guerre                          | Arnaud de Tihl                                    | Széles László        |                  |
| 1982 | –––                                                  | Le Grand Frère                                      | Gérard Berger, Bernard Vigo                       |                      |                  |
| 1983 | Danton                                               | Danton                                              | Danton                                            | Vass Gábor           |                  |
| 1983 | Holdfény a csatorna felett                           | La Lune dans le caniveau                            | Gérard Delmas                                     | Kárpáti Tibor        |                  |
| 1983 | Holdfény a csatorna felett                           | La Lune dans le caniveau                            | Gérard Delmas                                     | Széles László        |                  |
| 1983 | Balekok                                              | Les compères                                        | Jean Lucas                                        | Koroknay Géza        |                  |
| 1984 | A Saganne Erőd                                       | Fort Saganne                                        | Charles Saganne                                   | Széles László        |                  |
| 1984 | Tartuffe                                             | Le tartuffe                                         | Tartuffe                                          | N/A                  |                  |
| 1984 | Jobb part, bal part                                  | Rive droite, rive gauche                            | Paul Senanques                                    | Szilágyi Tibor       |                  |
| 1984 | Jobb part, bal part                                  | Rive droite, rive gauche                            | Paul Senanques                                    | Csankó Zoltán        |                  |
| 1985 | Zsaruszerelem                                        | Police                                              | Louis Vincent Mangin                              | Koroknay Géza        |                  |
| 1985 | Egy nő vagy kettő                                    | Une femme ou deux                                   | Julien Chayssac                                   | Gáspár Sándor        |                  |
| 1985 | Egy nő vagy kettő                                    | Une femme ou deux                                   | Julien Chayssac                                   | Széles László        |                  |
| 1986 | Estélyi ruha                                         | Tenue de soirée                                     | Bob                                               | Helyey László        |                  |
| 1986 | A Paradicsom...                                      | Jean de Florette                                    | Jean de Florette                                  | Csankó Zoltán        |                  |
| 1986 | Gyűlölöm a színészeket                               | Je hais les acteurs                                 | fogvatartott a rendőrségen                        | N/A                  |                  |
| 1986 | –––                                                  | Rue du départ                                       | Clara apja                                        |                      |                  |
| 1986 | Négybalkezes                                         | Les fugitifs                                        | Jean Lucas                                        | Bubik István         |                  |
| 1986 | Négybalkezes                                         | Les fugitifs                                        | Jean Lucas                                        | Hegedűs D. Géza      |                  |
| 1987 | A Sátán árnyékában                                   | Sous le soleil de Satan                             | Donissan                                          | Máté Gábor           |                  |
| 1988 | Furcsa randevú                                       | Drole d'endrolt pour une renconte                   | Charles                                           | N/A                  |                  |
| 1988 | Camille Claudel                                      | Camille Claudel                                     | Auguste Rodin                                     | Kristóf Tibor        |                  |
| 1988 | Camille Claudel                                      | Camille Claudel                                     | Auguste Rodin                                     | Helyey László        |                  |
| 1989 | Ketten                                               | Deux                                                | Marc Lambert                                      | Fekete Ernő          |                  |
| 1989 | Túl szép hozzád                                      | Trop belle pour toi                                 | Bernard Barthélémy                                | Helyey László        |                  |
| 1989 | Haza akarok menni                                    | I Want to Go Home                                   | Christian Gauthier                                | Helyey László        |                  |
| 1990 | Cyrano de Bergerac                                   | Cyrano de Bergerac                                  | Cyrano de Bergerac                                | Helyey László        |                  |
| 1990 | Uranus                                               | Uranus                                              | Léopold Lajeunesse                                | Helyey László        |                  |
| 1990 | Zöld kártya                                          | Green Card                                          | Georges                                           | Helyey László        |                  |
| 1991 | Kösz, megvagyok!                                     | Merci la vie                                        | Marc Antoine Worms doktor                         | N/A                  |                  |
| 1991 | Hanta-palinta                                        | Mon père, ce héros                                  | André Arnel                                       | Helyey László        |                  |
| 1991 | Minden reggel                                        | Tous les matins du monde                            | Marin Marais                                      | Helyey László        |                  |
| 1992 | –––                                                  | From Time to Time                                   | a párizsi reptér alkalmazottja                    |                      | kisjátékfilm     |
| 1992 | 1492 – A Paradicsom meghódítása                      | 1492: Conquest of Paradise                          | Kolumbusz Kristóf                                 | Reviczky Gábor       |                  |
| 1992 | 1492 – A Paradicsom meghódítása                      | 1492: Conquest of Paradise                          | Kolumbusz Kristóf                                 | Helyey László        |                  |
| 1993 | Balszerencsémre                                      | Hélas pour moi                                      | Simon Donnadieu                                   | N/A                  |                  |
| 1993 | Germinal                                             | Germinal                                            | Toussaint Maheu                                   | Bognár Tamás         |                  |
| 1993 | –––                                                  | Barilla: Café                                       | ismeretlen szerep                                 |                      | videó            |
| 1994 | Apám, a hős                                          | My Father the Hero                                  | André                                             | Helyey László        |                  |
| 1994 | Apám, a hős                                          | My Father the Hero                                  | André                                             | Helyey László        |                  |
| 1994 | Puszta formalitás                                    | Una pura formalità                                  | Onoff                                             | Helyey László        |                  |
| 1994 | –––                                                  | Le Colonel Chabert                                  | gróf Amédé Chabert ezredes                        |                      |                  |
| 1994 | –––                                                  | La machine                                          | Dr. Marc Lacroix                                  |                      |                  |
| 1995 | 101 éjszaka                                          | Les cent et une nuits de Simon Cinéma               | Gérard Depardieu, látogatóban                     | Bognár Tamás         |                  |
| 1995 | Elisa                                                | Élisa                                               | Jacques 'Lébovitch' Desmoulin                     | Helyey László        |                  |
| 1995 | Huszár a tetőn                                       | Le hussard sur le toit                              | Manosque rendőrbiztosa                            | N/A                  |                  |
| 1995 | Zűrangyalok                                          | Les anges gardiens                                  | Antoine Carco                                     | Helyey László        |                  |
| 1995 | A legényélet                                         | Le garcu                                            | Gérard                                            | N/A                  |                  |
| 1996 | Csillagot az égről                                   | Unhook the Stars                                    | Big Tommy                                         | Széles László        |                  |
| 1996 | Segíts, mumus!                                       | Bogus                                               | Mumus                                             | Helyey László        |                  |
| 1996 | A titkosügynök                                       | The Secret Agent                                    | Ossipon                                           | Helyey László        |                  |
| 1996 | Mi a hézag, tanár úr?                                | Le plus beau métier du monde                        | Laurent Monier                                    | Helyey László        |                  |
| 1996 | Hamlet                                               | Hamlet                                              | Rajnald                                           | N/A                  |                  |
| 1996 | Hamlet                                               | Hamlet                                              | Rajnald                                           | Helyey László        |                  |
| 1997 | Nagydarab és Kicsiagy                                | XXL                                                 | Jean Bourdalou                                    | Helyey László        |                  |
| 1998 | A vasálarcos                                         | The Man in the Iron Mask                            | Porthos                                           | Helyey László        |                  |
| 1998 | A szerelem szó létezik                               | La parola amore esiste                              | Levi, ügyvéd                                      | N/A                  |                  |
| 1998 | Monte Crsto grófja                                   | Le comte de Monte-Cristo                            | Edmond Dantès / Monte Cristo                      | N/A                  | minisorozat      |
| 1998 | Éjkirálynő nappal                                    | Bimboland                                           | Laurent Gaspard                                   | Helyey László        |                  |
| 1999 | Asterix és Obelix                                    | Astérix et Obélix contre César                      | Obelix                                            | Helyey László        |                  |
| 1999 | Híd két part között                                  | Un pont entre deux rives                            | Georges                                           | Helyey László        |                  |
| 1999 | Balzac                                               | Balzac                                              | Honoré de Balzac                                  | N/A                  | tévéfilm         |
| 2000 | Mirka                                                | Mirka                                               | Strix                                             | Helyey László        |                  |
| 2000 | –––                                                  | Tutto l'amore che c'è                               | Molotov                                           |                      |                  |
| 2000 | Színészek                                            | Les acteurs                                         | Gérard Depardieu                                  | Helyey László        |                  |
| 2000 | Vatel                                                | Vatel                                               | François Vatel                                    | Helyey László        |                  |
| 2000 | –––                                                  | Bérénice                                            | Titus                                             |                      | tévéfilm         |
| 2000 | A nyomorultak                                        | Les Misérables                                      | Jean Valjean                                      | Helyey László        | minisorozat      |
| 2000 | –––                                                  | Zaviszty bogov (Зависть богов)                      | Bernard                                           |                      |                  |
| 2000 | 102 kiskutya                                         | 102 Dalmatians                                      | Jean-Pierre LeNyúz                                | Helyey László        |                  |
| 2001 | Addig jár a korsó a kútra…                           | Le placard                                          | Félix Santini                                     | Helyey László        |                  |
| 2001 | –––                                                  | Concorrenza sleale                                  | Angelo professzor                                 |                      |                  |
| 2001 | –––                                                  | CQ                                                  | Andrezej                                          |                      |                  |
| 2001 | Vidocq                                               | Vidocq                                              | Eugène-François Vidocq                            | Helyey László        |                  |
| 2001 | –––                                                  | Streghe verso nord                                  | Depardieu                                         |                      |                  |
| 2002 | Asterix és Obelix: A Kleopátra-küldetés              | Astérix & Obélix: Mission Cléopâtre                 | Obelix                                            | Helyey László        |                  |
| 2002 | Dina vagyok                                          | I Am Dina                                           | Jacob                                             | Helyey László        |                  |
| 2002 | Szeresd apádat!                                      | Aime ton père                                       | Leo Shepherd                                      | Helyey László        |                  |
| 2002 | A női lélek fájdalmai                                | Between Strangers                                   | Max                                               | N/A                  |                  |
| 2002 | Szellemek városa                                     | City of Ghosts                                      | Émile                                             | Helyey László        |                  |
| 2002 | Blanche, a bosszúálló angyal                         | Blanche                                             | D’Artagnan                                        | Helyey László        |                  |
| 2002 | A királyasszony lovagja                              | Ruy Blas                                            | Don Salluste                                      | Helyey László        | tévéfilm         |
| 2002 | Napóleon                                             | Napoléon                                            | Joseph Fouché                                     | Helyey László        | minisorozat      |
| 2003 | Hallgatási fogadalom                                 | Le pacte du silence                                 | Joachim                                           | Helyey László        |                  |
| 2003 | Balhé                                                | Crime Spree                                         | Daniel Foray                                      | Helyey László        |                  |
| 2003 | Bon voyage                                           | Bon voyage                                          | Jean-Étienne Beaufort                             | Helyey László        |                  |
| 2003 | Nathalie...                                          | Nathalie...                                         | Bernard                                           | Helyey László        |                  |
| 2003 | Pofa be!                                             | Tais-toi!                                           | Quentin                                           | Helyey László        |                  |
| 2003 | –––                                                  | Les clefs de bagnole                                | a sajtárus                                        |                      |                  |
| 2003 | Volpone                                              | Volpone                                             | Volpone                                           | Helyey László        | tévéfilm         |
| 2003 | –––                                                  | Ubojnaja szila (Убойная сила)                       | Cannes rendőrparancsnoka                          |                      | tévésorozat      |
| 2004 | RRRrrrr!!!                                           | RRRrrrr!!!                                          | Piszkos hajúak vezére                             | Fülöp Zsigmond       |                  |
| 2004 | Muskétás kisasszony                                  | La femme musketeer                                  | Mazarin kardinális                                | Helyey László        | minisorozat      |
| 2004 | San Antonio                                          | San Antonio                                         | Bérurier                                          | Helyey László        |                  |
| 2004 | Bátrak harca – Az új Franciaország                   | Nouvelle-France                                     | Thomas Blondeau atya                              | Helyey László        |                  |
| 2004 | 36 – Harminchat                                      | 36 quai des Orfèvres                                | Denis Klein                                       | Helyey László        |                  |
| 2004 | Változó idők                                         | Les temps qui changent                              | Antoine Lavau                                     | Helyey László        |                  |
| 2005 | –––                                                  | La vie de Michel Muller est plus belle que la vôtre | Gérard Depardieu                                  |                      |                  |
| 2005 | Csajozós páros                                       | Je préfère qu'on reste amis                         | Serge                                             | Helyey László        |                  |
| 2005 | Bomlott Boudu beköltözött                            | Boudu                                               | Boudu                                             | Helyey László        |                  |
| 2005 | Eladó a szerelem                                     | Combien tu m'aimes?                                 | Charly                                            | Helyey László        |                  |
| 2005 | –––                                                  | Les rois maudits                                    | Jacques de Molay                                  |                      | minisorozat      |
| 2005 | Olé!                                                 | Olé!                                                | François Veber                                    | Helyey László        |                  |
| 2006 | Az utolsó vakáció                                    | Last Holiday                                        | Didier, séf                                       | Helyey László        |                  |
| 2006 | Párizs, szeretlek! (Quartier Latin epizód)           | Paris, je t'aime                                    | a pincér                                          | Helyey László        |                  |
| 2006 | Amikor énekes voltam                                 | Quand j'étais chanteur                              | Alain Moreau                                      | Helyey László        |                  |
| 2007 | Piaf                                                 | La Môme                                             | Louis Leplée                                      | Helyey László        |                  |
| 2007 | Michou története                                     | Michou d'Auber                                      | Georges                                           | Helyey László        |                  |
| 2008 | Asterix az olimpián                                  | Astérix aux jeux olympiques                         | Obelix                                            | Helyey László        |                  |
| 2008 | –––                                                  | Vszjo mogut koroli (Всё могут короли)               | Mária apja                                        |                      |                  |
| 2008 | Disco                                                | Disco                                               | Jean-François                                     | Helyey László        |                  |
| 2008 | –––                                                  | Sans arme ni haine ni violence                      | A marseille-i maffiózók keresztapja               |                      |                  |
| 2008 | Babylon A.D.                                         | Babylon A.D.                                        | Gorsky                                            | Helyey László        |                  |
| 2008 | Halálos közellenség – Public Enemy                   | L'instinct de mort                                  | Guido                                             | Helyey László        |                  |
| 2008 | –––                                                  | L'abolition                                         | Henry Torrès                                      |                      | tévésorozat      |
| 2008 | –––                                                  | Bouquet final                                       | Hugo                                              |                      |                  |
| 2008 | Hello Goodbye                                        | Hello Goodbye                                       | Alain Gaash                                       | Helyey László        |                  |
| 2008 | Elhúztak a felnőttek, miénk a pálya                  | Les enfants de Timpelbach                           | Igor tábornok                                     | N/A                  |                  |
| 2009 | Diamant 13                                           | Diamant 13                                          | Mat                                               | Helyey László        |                  |
| 2009 | Coco                                                 | Coco                                                | a kardiológus                                     | Helyey László        |                  |
| 2009 | Bellamy                                              | Bellamy                                             | Paul Bellamy felügyelő                            | Helyey László        |                  |
| 2009 | –––                                                  | À l'origine                                         | Abel                                              |                      |                  |
| 2009 | –––                                                  | Groland magzine (Le gros monsieur epizód)           | a kövér úriember                                  |                      | tévésorozat      |
| 2009 | –––                                                  | Katoucha, le destin tragique d'un top model         | önmaga                                            |                      | dokumentumfilm   |
| 2010 | Dumas                                                | L'autre Dumas                                       | Alexandre Dumas                                   | Reviczky Gábor       |                  |
| 2010 | Mammut                                               | Mammuth                                             | Serge Pilardosse, 'Mammuth'                       | N/A                  |                  |
| 2010 | –––                                                  | Le grand restaurant                                 | Gérard, az étterem egyik vendége                  |                      | tévésorozat      |
| 2010 | –––                                                  | Glenn, the Flying Robot                             | tévériporter                                      |                      |                  |
| 2010 | Nem beszélek zöldségeket!                            | La tête en friche                                   | Germain Chazes                                    | Helyey László        |                  |
| 2010 | Született feleség                                    | Potiche                                             | Maurice Babin                                     | Helyey László        |                  |
| 2010 | –––                                                  | Pozdnyaja ljubov (Поздняя любовь)                   | Georgij                                           |                      |                  |
| 2010 | –––                                                  | Je n'ai rien oublié                                 | Konrad Lang                                       |                      |                  |
| 2011 | –––                                                  | Grenouille d'hiver                                  | Benjamin                                          |                      | kisjátékfilm     |
| 2011 | –––                                                  | Un baiser papillon                                  | Manon orvosa                                      |                      |                  |
| 2011 | Raszputyin                                           | Rasputin                                            | Grigorij Jefimovics Raszputyin                    | N/A                  | tévéfilm         |
| 2012 | –––                                                  | Le grand soir                                       | Juvénal, a pálinkából jósló médium                |                      |                  |
| 2012 | –––                                                  | Frank-Étienne vers la béatitude                     | Frank-Étienne Boulard                             |                      | kisjátékfilm     |
| 2012 | –––                                                  | L'Homme qui rit                                     | Ursus                                             |                      |                  |
| 2012 | –––                                                  | Gabin le mime                                       | Tocqueboeuf                                       |                      | kisjátékfilm     |
| 2012 | Pi élete                                             | Life of Pi                                          | Cook                                              | Sörös Sándor         |                  |
| 2012 | Asterix és Obelix: Isten óvja Britanniát             | Astérix et Obélix : Au service de Sa Majesté        | Obelix                                            | Helyey László        |                  |
| 2012 | –––                                                  | Moj gresnij angel (Мой грешный ангел)               | ismeretlen szerep                                 |                      |                  |
| 2013 | –––                                                  | Turf                                                | M. Paul                                           |                      |                  |
| 2013 | –––                                                  | A Farewell to Fools                                 | Ipu                                               |                      |                  |
| 2013 | –––                                                  | Niente può fermarci                                 | a francia paraszt                                 |                      |                  |
| 2013 | –––                                                  | La Marque des anges – Miserere                      | Lionel Kasdan                                     |                      |                  |
| 2013 | –––                                                  | Les invincibles                                     | Jacky Camboulaze                                  |                      |                  |
| 2013 | –––                                                  | Le tourbillon de Jeanne                             | Jacques                                           |                      | tévésorozat      |
| 2013 | –––                                                  | Cadences obstinées                                  | Villedieu atya                                    |                      |                  |
| 2014 | –––                                                  | Welcome to New York                                 | Devereaux                                         |                      |                  |
| 2014 | A közös szenvedély                                   | United Passions                                     | Jules Rimet                                       | Reviczky Gábor       |                  |
| 2014 | –––                                                  | La voix des steppes                                 | Anatole                                           |                      |                  |
| 2014 | –––                                                  | Viktor                                              | Victor Lambert                                    |                      |                  |
| 2014 | –––                                                  | Sex, kofe, szigareti (Sex, кофе, сигареты)          | a férfi                                           |                      |                  |
| 2014 | –––                                                  | Zajcev+1 (Зайцев+1)                                 | Zsora                                             |                      |                  |
| 2015 | –––                                                  | Valley of Love                                      | Gérard                                            |                      |                  |
| 2015 | –––                                                  | Capitaine Marleau                                   | Philippe Muir                                     |                      | tévésorozat      |
| 2015 | –––                                                  | Big House                                           | Big                                               |                      |                  |
| 2015 | –––                                                  | Agafia                                              | Savka                                             |                      | kisjátékfilm     |
| 2015 | –––                                                  | Le rustre et le juge                                | Charpentevich                                     |                      | kisjátékfilm     |
| 2015 | –––                                                  | Le magicien et les siamois                          | Borach                                            |                      | tévéfilm         |
| 2016 | –––                                                  | Rhapsody                                            | Gérard                                            |                      | kisjátékfilm     |
| 2016 | –––                                                  | The End                                             | a férfi                                           |                      |                  |
| 2016 | –––                                                  | Saint Amour                                         | Jean                                              |                      |                  |
| 2016 | –––                                                  | La Dream Team                                       | Jacques Belloc                                    |                      |                  |
| 2016 | –––                                                  | Tour de France                                      | Serge Desmoulins                                  |                      |                  |
| 2016 | –––                                                  | Le divan de Staline                                 | Joseph Staline                                    |                      |                  |
| 2016 | –––                                                  | Mata Hari                                           | Bernard atya                                      |                      | tévésorozat      |
| 2016 | –––                                                  | Marseille                                           | Robert Taro                                       |                      | tévésorozat      |
| 2017 | Jöjj el napfény!                                     | Un beau soleil intérieur                            | Denis, a jós                                      | N/A                  |                  |
| 2017 | –––                                                  | Sólo se vive una vez                                | Duges                                             |                      |                  |
| 2017 | Senki sem tökéletes                                  | Bonne Pomme                                         | Gérard Morlet                                     | Reviczky Gábor       |                  |
| 2017 | Carbon                                               | Carbone                                             | Aron Goldstein                                    | Reviczky Gábor       |                  |
| 2018 | –––                                                  | Amoureux de ma femme                                | Patrick                                           |                      |                  |
| 2018 | –––                                                  | Sgt. Stubby: An American Hero                       | Gaston Baptiste hangja                            |                      | fr. szinkronhang |
| 2018 | –––                                                  | Les confins du monde                                | Saintonge                                         |                      |                  |
| 2018 | –––                                                  | La belle affaire                                    | teherautó-sofőr                                   |                      | kisjátékfilm     |
| 2018 | –––                                                  | Mon cochon et moi                                   | Vania                                             |                      |                  |
| 2018 | –––                                                  | Alad'2                                              | Christophe Colomb                                 |                      |                  |
| 2019 | –––                                                  | Convoi exceptionnel                                 | Raoul Taupin                                      |                      |                  |
| 2019 | –––                                                  | Grenouille de cristal                               | Benjamin                                          |                      | kisjátékfilm     |
| 2019 | Creators – The Past                                  | Creators: The Past                                  | a Hit Mestere                                     | N/A                  |                  |
| 2019 | A terápia                                            | Thalasso                                            | Gérard Depardieu                                  | N/A                  |                  |
| 2019 | –––                                                  | Fahim                                               | Sylvain Charpentier                               |                      |                  |
| 2020 | Emberek, nem vadak                                   | Des hommes                                          | Bernard                                           | N/A                  |                  |
| 2021 | –––                                                  | Un homme d'honneur                                  | Bruno Riva                                        |                      | minisorozat      |
| 2021 | Erős kötelék                                         | Robuste                                             | Georges                                           | Faragó András        |                  |
| 2021 | Rejtély a Riviérán                                   | Mystére á Saint-Tropez                              | Maurice Lefranc, a búnúgyi rendőrség főigazgatója | Reviczky Gábor       |                  |
| 2021 | Elveszett illúziók                                   | Illusions perdues                                   | Dauriat                                           | N/A                  |                  |
| 2021 | –––                                                  | Adieu Paris!                                        | Michaël                                           |                      |                  |
| 2022 | A hónap dolgozója                                    | Irréductible                                        | Gérard Depardieu a tévében                        |                      |                  |
| 2022 | –––                                                  | Maison de retraite                                  | Lino Vartan                                       |                      |                  |
| 2022 | –––                                                  | Umami                                               | Gabriel Carvin                                    |                      |                  |
| 2022 | –––                                                  | Maigret                                             | Jules Maigret                                     |                      |                  |
| 2022 | –––                                                  | Les volets verts                                    | Jules Maugin                                      |                      |                  |
| 2022 | –––                                                  | Diane de Poitiers                                   | Nostradamus                                       |                      | minisorozat      |

### Filmkészítőként
| Év   | Magyar cím                                 | Eredeti cím              | Feladatkör | Feladatkör | Feladatkör | Megj.        |
| Év   | Magyar cím                                 | Eredeti cím              | Rendező    | Író        | Producer   | Megj.        |
| ---- | ------------------------------------------ | ------------------------ | ---------- | ---------- | ---------- | ------------ |
| 1983 | Balekok                                    | Les compères             | Nem        | Nem        | Igen       |              |
| 1984 | Tartuffe                                   | Le tartuffe              | Igen       | Igen       | Nem        |              |
| 1985 | Egy nő vagy kettő                          | Une femme ou deux        | Nem        | Nem        | Igen       | társproducer |
| 1989 | Ketten                                     | Deux                     | Nem        | Nem        | Igen       |              |
| 1990 | –––                                        | Shakha Proshakha         | Nem        | Nem        | Igen       |              |
| 1991 | A látogató                                 | Agantuk                  | Nem        | Nem        | Igen       |              |
| 1997 | Életem szerelme                            | She's So Lovely          | Nem        | Nem        | Igen       | főproducer   |
| 1999 | Híd két part között                        | Un pont entre deux rives | Igen       | Nem        | Igen       |              |
| 2000 | A nyomorultak                              | Les Misérables           | Nem        | Nem        | Igen       |              |
| 2002 | Szeresd apádat!                            | Aime ton père            | Nem        | Nem        | Igen       |              |
| 2002 | Napóleon                                   | Napoléon                 | Nem        | Nem        | Igen       |              |
| 2006 | Párizs, szeretlek! (Quartier Latin epizód) | Paris, je t'aime         | Igen       | Nem        | Nem        |              |
| 2010 | Mammut                                     | Mammuth                  | Nem        | Nem        | Igen       | társproducer |
| 2010 | Nem beszélek zöldségeket!                  | La tête en friche        | Nem        | Nem        | Igen       | főproducer   |
| 2014 | –––                                        | La voix des steppes      | Igen       | Nem        | Nem        |              |
| 2016 | –––                                        | Saint Amour              | Nem        | Nem        | Igen       | társproducer |
| 2016 | –––                                        | La Dream Team            | Nem        | Nem        | Igen       | társproducer |

## Elismerések
- 1973 – Párizs városának "Gérard Philipe Nagydíja";
- 1981 – Az amerikai kritikusok szövetsége az év legjobb színészének választotta
- 1981: – A legjobb színésznek járó César-díj Az utolsó metró című film főszerepéért;
- 1983 – A kanadai média díja (A.C.I.C. díj) összes alakítása és filmes karrierje elismeréseként
- 1985 – A Francia Nemzeti Érdemrend lovagja
- 1989 – Fellowship Award (British Film Institute)
- 1990 – Az amerikai filmkritika az 1980-90-es évek legjobb külföldi színészének nevezte.
- 1990: – Az 1990-es cannes-i filmfesztivál legjobb férfi alakítás díja a Cyrano de Bergerac főszerepéért.
- 1990 – Oscar-díj-jelölés Cyrano de Bergerac alakjának megformálásáért.
- 1991: – A a legjobb színésznek járó Golden Globe-díj a Zöld kártya főszerepéért.
- 1991: – A legjobb színésznek járó César-díj a Cyrano de Bergerac főszerepéért.
- 1996 – a Francia Becsületrend lovagja.
- 1997 – Filmes karrierjének egészéért Arany Oroszlán Életműdíj az 54. Velencei Nemzetközi Filmfesztiválon, valamint Rudolph Valentino Award XXIV.
- 2011 – Filmes karrierjének egészéért Lumière-díj

## Bibliográfia
- Portraits – Gérard Depardieu, niveau 3 – Szerző: Jacques Billardière – Edition Hachette (1993) ISBN 2-01-020316-X (franciául)
- Lettres volées – Szerző: Gérard Depardieu – Editions Livre de Poche (1998) ISBN 2-253-05232-9 (franciául)
- Gérard Depardieu – Szerző: Olivier Dazat – Edition Seghers (1999) ISBN 2-232-10125-8 (franciául)
- Gérard Depardieu. 25 ans de cinéma – Szerző: Michel Mahéo – Edition Fayard (2000) ISBN 2-8289-0603-5 (franciául)
- Titkos leveleim (eredeti címe: Lettres volées) – Szerző: Gérard Depardieu – Edition Solar (2001) ISBN 963-9368-07-5 (magyarul)
- Vivant ! – Beszélgetés Laurent Neumann-nal – Edition Plon (2004) ISBN 2-290-34743-4 (franciául)
- Kösz, megvagyok… (eredeti címe: Vivant !) – Beszélgetés Laurent Neumann-nal – Kiadó: Új Stúdió Libri Kft. (2004) ISBN 978-963-217-047-3 (magyarul)
- Lire Saint Augustin – Szerzők: André Mandouze és Gérard Depardieu – Edition Desclée de Brouwer (2004) ISBN 2-220-05503-5 (franciául)
- Gérard Depardieu : Voleur d'âmes – Szerzők: Caroline Réali és Annie Réval – Edition France-Empire (2004) ISBN 2-7048-0986-0 (franciául)
- Ma cuisine – Szerző: Gérard Depardieu – Edition Solar (2005) ISBN 2-263-03868-X (franciául)
- Gérard Depardieu – Szerző: Roberto Chiesi – Edition Gremese (2005) ISBN 2-232-10125-8 (franciául)
- L'insoumis – Szerző: Bernard Violet – Edition Fayard (2006) ISBN 2-213-61678-7 (franciául)

## Kötetei magyarul
- Titkos leveleim; ford. Szentgyörgyi Rita; Jokerex, Bp., 2001
- Gerard Depardieu–Laurent Neumann: Kösz, megvagyok...; ford. Pacskovszky Zsolt; Studio Libri Könyvműhely, Bp., 2004
- Az én szakácskönyvem; fotó Nicolas Bruant, szöveg Karen Howes, ford. Kókai Sándorné; Hajja, Debrecen, 2008
- Ez már csak így volt; közrem. Lionel Duroy, ford. Burján Monika; Könyvmolyképző, Szeged, 2015

## Fordítás
- Ez a szócikk részben vagy egészben  a   Gérard Depardieu című francia Wikipédia-szócikk fordításán alapul.  Az eredeti cikk szerkesztőit annak laptörténete sorolja fel. Ez a jelzés csupán a megfogalmazás eredetét és a szerzői jogokat jelzi, nem szolgál a cikkben szereplő információk forrásmegjelöléseként.